# چین در برابر قوای متحد
چین در برابر قوای متحد (انگلیسی: China Versus Allied Powers) فیلمی فرانسوی است در ژانر صامت به کارگردانی ژرژ ملی‌یس که در سال ۱۹۰۰ منتشر شد. موضوع فیلم در مورد شعبده و شعبده‌بازان است.